# 伝達関数法
伝達関数法（でんたつかんすうほう）とは、複素関数論（ラプラス変換など）を用いた制御系の解析法である。

## 伝達関数
伝達関数 (transfer function) とはシステムへの入力を出力に変換する関数のことをいう。伝達関数は、すべての初期値を 0 とおいたときの、制御系の出力と入力のラプラス変換（または Z 変換）の比で表される。すなわち、連続システムのとき、出力信号 y(t) のラプラス変換を Y(s)、入力信号 x(t) のラプラス変換を X(s) とすれば、伝達関数 G(s) は
{\displaystyle G(s)={\frac {Y(s)}{X(s)}}={\frac {{\mathcal {L}}\left[y(t)\right]}{{\mathcal {L}}\left[x(t)\right]}}}
と表される。
離散システムに対して、伝達関数は Z 変換によって、
{\displaystyle H(z)={\frac {Y(z)}{X(z)}}={\frac {{\mathcal {Z}}\left[y(n)\right]}{{\mathcal {Z}}\left[x(n)\right]}}}
と表される。
この伝達関数法では、時間領域の関数を、ラプラス変換（または Z 変換）によって複素平面に写像を取り、さらに周波数領域に変換することにより、系の特性や安定性を解析するのに用いる。ただし、対象となる系が 1 入力 1 出力（線形関数）に限られているため、複雑な系（多入力多出力、非線形）の解析には状態空間法を用いる。しかしながら、この伝達関数法は、今日の制御理論においても基礎となる重要な理論である。

## 周波数伝達関数
s を jω とすると、周波数伝達関数 (frequency transfer function) は G(jω) と表される。
周波数伝達関数は複素数であるため、次のように表される。
{\displaystyle G(j\omega )={\rm {Re}}\{G(j\omega )\}+j~{\rm {Im}}\{G(j\omega )\}=|G(j\omega )|e^{j\angle G(j\omega )}}
この式の特性を見るためにナイキスト線図、ボード線図、ニコルス線図がある。
周波数伝達関数の絶対値 |G(jω)| を利得といい、偏角 {\displaystyle \angle G(j\omega )} を位相（位相角）という。

## 各種要素の伝達関数
積分要素
{\displaystyle G(s)={\frac {k}{s}}}
1次遅れ要素
{\displaystyle G(s)={\frac {K}{Ts+1}}}
微分要素
{\displaystyle G(s)=Ts}
むだ時間要素
{\displaystyle G(s)=e^{-s\tau }} (通信遅延等)(解析が困難)
2次遅れ要素
{\displaystyle G(s)={\frac {K}{(T_{1}s+1)(T_{2}s+1)}}}
{\displaystyle G(s)={\frac {K}{s^{2}+2\zeta \omega _{n}s+\omega _{n}{}^{2}}}\quad (\zeta <1)}
{\displaystyle G(s)={\frac {K}{s(Ts+1)}}}